# Boca Chica Village
Boca Chica Village, früher Kennedy Shores und Kopernik Shores, ist eine kleine Siedlung in der Gemeinde Starbase im Cameron County des US-Bundesstaats Texas.

## Lage
Boca Chica Village befindet sich 32 Kilometer (20 Meilen) östlich der Stadt Brownsville, auf der Halbinsel Boca Chica und ist Teil der Metropolregionen Brownsville-Harlingen-Raymondville und Matamoros-Brownsville. Es liegt am Texas State Highway 4, unmittelbar südlich der Lagune von South Bay, und etwa drei Kilometer nordwestlich der Mündung des Rio Grande in den Golf von Mexiko.

## Geschichte

### Gründung 1967 bis 2018
Das Dorf wurde 1967 als Kennedy Shores von John Caputa gegründet. 1975 wurde Stanley Piotrowicz zu seinem ersten Bürgermeister gewählt, der es in Kopernik Shores  umbenannte und versuchte, das Dorf als eingetragene Gemeinde anerkennen zu lassen, was jedoch abgelehnt wurde. Somit blieb es eine unincorporated area, ein gemeindeloses Gebiet. Der Name sollte an Nikolaus Kopernikus erinnern. Gemäß der Volkszählung im Jahr 2000 hatte Boca Chica Village 26 Einwohner, diese Zahl nahm in den Folgejahren ab.

### Seit 2014 – Ära SpaceX
Das eigentliche Dorf begann sich nach der Ansiedelung von SpaceX 2014 vor allem ab 2018 stark zu verändern, weil Industrieunternehmen einen Großteil der dort befindlichen Grundstücke erwerben oder pachten. SpaceX bot den Eigentümern an, deren Häuser zu erwerben. Im Jahr 2019 intensivierte das Unternehmen den Aufkauf von Häusern in dem Dorf. Im September 2019 machte SpaceX dann ein Angebot zum Kauf jedes der Häuser in Boca Chica Village zum dreifachen Marktwert sowie ein Angebot von VIP-Einladungen zu zukünftigen Veranstaltungen von Raketenstarts. Die Höhe des Angebots (dreifacher Wert) wurde als „nicht verhandelbar“ bezeichnet. Hausbesitzern wurde zunächst zwei Wochen Zeit gegeben, dieses spezielle Angebot anzunehmen. Wahrscheinlich ermöglicht das texanische Recht es auch, die Anwohner wegen des öffentlichen Interesses am Betrieb des Weltraumbahnhofs zum Verkauf zu zwingen. Mit Stand Oktober 2020 bestand mit mindestens zwei Dorf-Bewohnern immer noch keine Einigung, das Angebot von SpaceX wurde nach wie vor nicht angenommen.

Im Dezember 2024 reichte SpaceX eine Petition mit dem Ziel ein, Starbase zu einer eigenen Stadt zu machen. Nachdem 97 % der Bewohner des Gebiets – die meisten davon SpaceX-Angestellte – dem Vorhaben zugestimmt hatten, wurde im Mai 2025 die Gemeinde Starbase gegründet und Boca Chica Village ein Teil derselben.

## Weltraumbahnhof
Seit 2014 wurden größere Areale des Dorfs von SpaceX aufgekauft, dieses errichtete dort die Starbase, eine Fabrik für die Großrakete Starship mit angeschlossenem Weltraumbahnhof. Gwynne Shotwell, die Präsidentin des Unternehmens, begründete die Standortwahl damit, dass dort eine gute Flugbahn für den Start von Satelliten in Richtung der kommerziell wertvollen geosynchronen Umlaufbahn zur Verfügung stehe. Im August 2020 gab SpaceX bekannt, dass ein Resort in Südtexas gebaut werden solle, um Boca Chica in einen Weltraumhafen des 21. Jahrhunderts zu verwandeln.